# Сол (германска митологија)
Сол (старонордијски : [ˈсоːл], „Сунце“) или Суна (старовисоконемачки, а постоји као старонордијски и исландски синоним : види Викиречник суна, „Сунце“) је Сунце персонификовано у германској митологији.
Једна од две старовисоконемачке инканације Мерсебург, написана у 9. или 10. веку нове ере, сведочи да је Сунна сестра Синтхгунта. У нордијској митологији, Сол је посведочен у Поетској Едди, састављеној у 13. веку из ранијих традиционалних извора, и Прозној Еди, коју је у 13. веку написао Снори Стурлусон.
И у поетској Еди и у прозној Еди она је описана као сестра персонификованог месеца, Мани, ћерка је Мундилфари, понекад се помиње као Алфроðулл, и проречено је да ће је убити монструозни вук током догађаја из Рагнарок, иако ће пре тога родити ћерку која наставља пут своје мајке кроз небеса. У Прозној Еди је додатно описана као Гленрова жена . Као властита именица, Сол се појављује у целој староскандинавској књижевности. Научници су произвели теорије о развоју богиње из потенцијалног нордијског бронзаног доба и прото-индоевропских корена.
Научници су изнели теорију да Сол, као богиња, може представљати продужетак ранијег протоиндоевропског божанства због индоевропских језичких веза између нордијског Сол, санскритског Суриа, заједничког бритонског Сулиса, литванског Сауле, латинског Сола и словенског цара Дажбога.